# Golubovke (ribe)
Golubovke (lat. Myliobatiformes), red riba hrskavičnjača iz razreda Elasmobranchii unutar kojega čine prve rođake morskim psima (Selachii). 
Prilagođene su životu na dnu gdje se često zakopaju u pijesak. Karakteristično im je da su plosnate, i da imaju otrovnu bodlju na repu. U Jadranu postoje 3 vrste žutulja, jedna vrsta leptirice, 2 vrste iz porodice morskih golubova i jedna iz porodice Mobulidae.
U red golubovki pripadaju porodice:

## Opis
Škržni otvori ventralni; prednji rub jako povećane prsne peraje pričvršćen na stranu glave, ispred škržnih otvora; nema analne peraje; oči i spirakle na leđnoj površini; prednji kralješci spojeni da tvore “synarcual”; nema treptajuće membrane, rožnica je pričvršćena izravno na kožu oko očiju; tijelo općenito snažno; čeljusti kod većine izbočene; zubi poput pločica; u većini, voda za disanje uglavnom se uzima kroz dušnicu, a ne kroz usta (osim za one koji žive na dnu); većina rađa žive mlade (neke imaju jaja obavijena rožnatom čahurom); njuška može funkcionirati kao elektroreceptivni organ (što može biti točno za sve elasmobranče).

## Porodice
- golubovke (Myliobatiformes) 
  - Aetobatidae Agassiz, 1858
  - Dasyatidae Jordan & Gilbert, 1879, žutulje
  - Gymnuridae Fowler, 1934, Leptirice
  - Hexatrygonidae Heemstra & Smith, 1980
  - Mobulidae Gill, 1893
  - Myliobatidae Bonaparte, 1835, morski golubovi
  - Plesiobatidae Nishida, 1990
  - Potamotrygonidae Garman, 1877, slatkovodne raže
  - Rhinopteridae Jordan & Evermann, 1896
  - Urolophidae Müller & Henle, 1841
  - Urotrygonidae McEachran, Dunn & Miyake, 1996
  - Zanobatidae Fowler, 1934

## Vanjske poveznice
|  | Zajednički poslužitelj ima još gradiva o temi Myliobatiformes |
|  | Wikivrste imaju podatke o taksonu Myliobatiformes             |